# ساوتشي ليستري
ساوتشي ليستري (بالفرنسية: Sauchy-Lestrée)‏ هي بلدية تقع في إقليم باد كاليه من منطقة نور با دو كاليه في شمال فرنسا. تبلغ مساحة هذه المدينة 9.06 (كم²)، وترتفع عن سطح البحر 47 م، يبلغ عدد سكانها 454 نسمة حسب إحصاء المعهد الوطني للإحصاء والدراسات الاقتصادية سنة 2009 م. وترأس Francis Rigaut البلدية خلال فترة (2008-2014).